# Hampton & Richmond Borough FC
Hampton & Richmond Borough FC (celým názvem: Hampton & Richmond Borough Football Club) je anglický fotbalový klub, který sídlí v jihozápadním Londýně. Založen byl v roce 1921 pod názvem Hampton FC. Od sezóny 2016/17 hraje v National League South (6. nejvyšší soutěž). Klubové barvy jsou námořnická modř a červená.
Své domácí zápasy odehrává na stadionu Beveree Stadium s kapacitou 3 500 diváků.

## Historické názvy
Zdroj: 
- 1921 – Hampton FC (Hampton Football Club)
- 1999 – Hampton & Richmond Borough FC (Hampton & Richmond Borough Football Club)

## Získané trofeje
- Middlesex Senior Cup ( 5× )
  - 2005/06, 2007/08, 2011/12, 2013/14, 2016/17

## Úspěchy v domácích pohárech
Zdroj: 
- FA Cup
  - 1. kolo: 2000/01, 2007/08
- FA Trophy
  - 4. kolo: 2001/02
- FA Vase
  - 3. kolo: 1991/92, 1995/96

## Umístění v jednotlivých sezonách
Stručný přehled
Zdroj: 
- 1964–1971: Spartan League
- 1971–1973: Athenian League (Division Two)
- 1973–1977: Isthmian League (Second Division)
- 1977–1990: Isthmian League (First Division)
- 1990–1991: Isthmian League (Second Division South)
- 1991–1992: Isthmian League (Third Division)
- 1992–1996: Isthmian League (Second Division)
- 1996–1998: Isthmian League (First Division)
- 1998–2003: Isthmian League (Premier Division)
- 2003–2004: Isthmian League (Division One South)
- 2004–2007: Isthmian League (Premier Division)
- 2007–2012: Conference South
- 2012–2016: Isthmian League (Premier Division)
- 2016– : National League South

Jednotlivé ročníky
Zdroj: 
Legenda: Z – zápasy, V – výhry, R – remízy, P – porážky, VG – vstřelené góly, OG – obdržené góly, +/− – rozdíl skóre, B – body, červené podbarvení – sestup, zelené podbarvení – postup, fialové podbarvení – reorganizace, změna skupiny či soutěže
| Sezóny  | Liga                               | Úroveň | Z  | V  | R  | P  | VG  | OG | +/− | B  | Pozice |
| ------- | ---------------------------------- | ------ | -- | -- | -- | -- | --- | -- | --- | -- | ------ |
| 2009/10 | Conference South                   | 6      | 42 | 14 | 9  | 19 | 56  | 66 | -10 | 51 | 14.    |
| 2010/11 | Conference South                   | 6      | 42 | 9  | 15 | 18 | 43  | 60 | -17 | 42 | 18.    |
| 2011/12 | Conference South                   | 6      | 42 | 10 | 12 | 20 | 53  | 69 | -16 | 42 | 21.    |
| 2012/13 | Isthmian League (Premier Division) | 7      | 42 | 13 | 14 | 15 | 58  | 56 | +2  | 53 | 13.    |
| 2013/14 | Isthmian League (Premier Division) | 7      | 46 | 18 | 10 | 18 | 72  | 70 | +2  | 64 | 12.    |
| 2014/15 | Isthmian League (Premier Division) | 7      | 46 | 16 | 9  | 21 | 62  | 79 | -17 | 57 | 15.    |
| 2015/16 | Isthmian League (Premier Division) | 7      | 46 | 28 | 11 | 7  | 105 | 52 | +53 | 95 | 1.     |
| 2016/17 | National League South              | 6      | 42 | 19 | 12 | 11 | 81  | 56 | +25 | 69 | 7.     |
| 2017/18 | National League South              | 6      | 42 | 18 | 18 | 6  | 58  | 37 | +21 | 72 | 4.     |
| 2018/19 | National League South              | 6      | 42 | 13 | 10 | 19 | 49  | 66 | -17 | 49 | 15.    |
| 2019/20 | National League South              | 6      | 33 | 14 | 5  | 14 | 51  | 50 | +1  | 47 | 8.     |
| 2020/21 | National League South              | 6      | 17 | 9  | 2  | 6  | 24  | 16 | +8  | 29 | 6.     |
| 2021/22 | National League South              | 6      | 40 | 14 | 9  | 17 | 56  | 56 | 0   | 51 | 11.    |
| 2022/23 | National League South              | 6      | 46 | 15 | 9  | 22 | 59  | 71 | -12 | 54 | 17.    |
| 2023/24 | National League South              | 6      | 46 | 20 | 12 | 14 | 61  | 57 | +4  | 72 | 9.     |